# Nová Ves pod Pleší
Nová Ves pod Pleší är en ort i Tjeckien.   Den ligger i regionen Mellersta Böhmen, i den centrala delen av landet, 30 km söder om huvudstaden Prag. Nová Ves pod Pleší ligger 406 meter över havet och antalet invånare är 756.
Terrängen runt Nová Ves pod Pleší är kuperad åt nordväst, men åt sydost är den platt. Terrängen runt Nová Ves pod Pleší sluttar österut. Runt Nová Ves pod Pleší är det ganska glesbefolkat, med 24 invånare per kvadratkilometer. Närmaste större samhälle är Mníšek pod Brdy, 4,0 km norr om Nová Ves pod Pleší. Omgivningarna runt Nová Ves pod Pleší är en mosaik av jordbruksmark och naturlig växtlighet.